# Археологічні пам'ятки Волинської області
Перелік пам'яток археології Волинської області, що перебувають під охороною держави станом на 01.10.2008 р. нараховує 166 об'єктів.

## Володимир-Волинський район
| № п/п | Охоронний номер | Місцезнаходження пам'ятника, його адреса | Найменування пам'ятника              | Датування  | Дата і № рішення облвиконкому (адміністрації), постанови Кабінету Міністрів України про взяття пам'ятника під охорону | На чиєму утриманні знаходиться |
| ----- | --------------- | ---------------------------------------- | ------------------------------------ | ---------- | --- | ------------------------------ |
| 1.    | 32              | с. Зимне                                 | Городище                             | VI-VII ст. | постанова КМУ № 1761від 27.12.01р.                                                                                    | Виконкому Зимнівської с/р      |
| 2.    | 33              | с. Зимне                                 | Курган                               | ХІІІ ст.   | 360-р від. 04.08.69р.                                                                                                 | Виконкому Зимнівської с/р      |
| 3.    | 814             | с. Зимне                                 | Комплекс печей для обпалювання цегли | XIV-XV ст. | 103-р від 25.04.88р.                                                                                                  | Виконкому Зимнівської с/р      |
| 4.    | 444             | м. Устилуг                               | Городище                             | ІХ-ХІІст.  | 457-р від 16.10.78р.                                                                                                  | Виконкому Устилузької м/р      |

## Горохівський район
| № п/п | Охоронний номер | Місцезнаходження пам'ятника, його адреса                                                             | Найменування пам'ятника | Датування           | Дата і № рішення облвиконкому (адміністрації), постанови Кабінету Міністрів України про взяття пам'ятника під охорону | На чиєму утриманні знаходиться |
| ----- | --------------- | --- | ----------------------- | ------------------- | --- | ------------------------------ |
| 1.    | 51              | м. Берестечко                                                                                        | Курган «Маруха»         | ІХ-ХІ ст.           | 360-р від 04.08.69р.                                                                                                  | Виконкому Берестечківської м/р |
| 2.    | 50              | м. Берестечко                                                                                        | Курган «Свята Текля»    | 1658                | 360-р від 04.08.69р.                                                                                                  | Виконкому Берестечківської м/р |
| 3.    | 52              | с. Борисковичі                                                                                       | Городище                | ХІ-ХІІІ ст.         | 360-р від 04.08.69р.                                                                                                  | Виконкому Бранівської с/р      |
| 4.    | 993             | с. Борисковичі, на північній околиці села, за 1,5 км на північний. схід від церкви                   | Поселення (ІІ)          | багатошарове        | 415-р від 22.06.99р.                                                                                                  | Виконкому Бранівської с/р      |
| 5.    | 989             | с. Борочиче, на східній околиці села                                                                 | Поселення (І)           | багатошарове        | 415-р від 22.06.99р.                                                                                                  | Виконкому Цегівської с/р       |
| 6.    | 990             | с. Борочиче, урочище «Свята гора», на східній околиці села                                           | Поселення (ІІ)          | багатошарове        | 415-р від 22.06.99р.                                                                                                  | Виконкому Цегівської с/р       |
| 7.    | 991             | с. Борочиче, за 0,7 км на південний захід від церкви                                                 | Поселення (ІІІ)         | багатошарове        | 415-р від 22.06.99р.                                                                                                  | Виконкому Цегівської с/р       |
| 8.    | 992             | с. Борочиче, на південно-західній околиці села, за 1,5 км на південний схід від попередньої пам'ятки | Поселення (V)           | багатошарове        | 415-р від 22.06.99р.                                                                                                  | Виконкому Цегівської с/р       |
| 9.    | 819             | с. Ватин                                                                                             | Курган                  | невизначеного часу  | 88-р від 09.04.90р.                                                                                                   | Виконкому Скірченської с/р     |
| 10.   | 999             | с. Волиця Дружкопільська, на східній околиці села                                                    | Поселення (І)           | багатошарове        | 415-р від 22.06.99р.                                                                                                  | Виконкому Журавниківської с/р  |
| 11.   | 986             | с. Галичани, на березі р. Липа, за 0,2 км на північний схід від зерносховища                         | Поселення (І)           | багатошарове        | 415-р від 22.06.99р.                                                                                                  | Виконкому Галичанської с/р     |
| 12.   | 987             | с. Галичани, на березі р. Липа, за 0,6 км на північ від кладовища                                    | Поселення (ІІ)          | багатошарове        | 415-р від 22.06.99р.                                                                                                  | Виконкому Галичанської с/р     |
| 13.   | 988             | с. Галичани, урочище «Галичанський ліс», за 1 км на північний захід від залізничної платформи        | Курган                  | невизначеного часу  | 415-р від 22.06.99р.                                                                                                  | Виконкому Галичанської с/р     |
| 14.   | 995             | с. Горішнє, на березі р. Липа, за 1,5 км на захід від церкви                                         | Поселення (ІІ)          | багатошарове        | 415-р від 22.06.99р.                                                                                                  | Виконкому Лобачівської с/р     |
| 15.   | 998             | с. Довгів, урочище «Чижова гора», за 0,3 км на південь від церкви                                    | Городище (І)            | середньовіччя       | 415-р від 22.06.99р.                                                                                                  | Виконкому Бранівської с/р      |
| 16.   | 1000            | с. Журавники, за 0,1 км на захід від церкви                                                          | Городище (І)            | середньовіччя       | постанова КМУ № 1761від 27.12.01р.                                                                                    | Виконкому Журавниківської с/р  |
| 17.   | 965             | с. Звиняче, за 0,4 км на північний схід від залізничного переїзду                                    | Городище (І)            | пізнє середньовіччя | 415-р від 22.06.99р.                                                                                                  | Виконкому Звиняченської с/р    |
| 18.   | 966             | с. Звиняче, за 1 км на північний схід від залізничного переїзду                                      | Городище (ІІ)           | пізнє середньовіччя | 415-р від 22.06.99р.                                                                                                  | Виконкому Звиняченської с/р    |
| 19.   | 967             | с. Звиняче, урочище «Застав'я», за 0,25 км на північ від колгоспного двору                           | Поселення (ІІІ)         | багатошарове        | 415-р від 22.06.99р.                                                                                                  | Виконкому Звиняченської с/р    |
| 20.   | 968             | с. Звиняче, на березі р. Утятин, за 1 км на південь від колгоспного двору                            | Поселення (IV)          | багатошарове        | 415-р від 22.06.99р.                                                                                                  | Виконкому Звиняченської с/р    |
| 21.   | 969             | с. Звиняче, на березі р. Утятин, за 0,5 км північний захід від залізничної станції                   | Поселення (V)           | багатошарове        | 415-р від 22.06.99р.                                                                                                  | Виконкому Звиняченської с/р    |
| 22.   | 720             | с. Іванівка, урочище «Гірка», за 0,5 км на північний захід від водонапірної башти                    | Городище (І)            | середньовіччя       | 415-р від 22.06.99р.                                                                                                  | Виконкому Лобачівської с/р     |
| 23.   | 744             | с. Іванівка, на північно-західній околиці села                                                       | Поселення (ІІ)          | багатошарове        | 415-р від 22.06.99р.                                                                                                  | Виконкому Лобачівської с/р     |
| 24.   | 746             | с. Іванівка, на східній околиці села, за 0,4 км на північний схід від водонапірної башти             | Поселення (IV)          | багатошарове        | 415-р від 22.06.99р.                                                                                                  | Виконкому Лобачівської с/р     |
| 25.   | 768             | с. Іванівка, за 0,4 км на південний схід від мосту дороги Іванівка — Горішнє                         | Поселення (V)           | багатошарове        | 415-р від 22.06.99р.                                                                                                  | Виконкому Лобачівської с/р     |
| 26.   | 769             | с. Іванівка, за 0,5 км на захід від дороги Іванівка — Горішнє                                        | Поселення (VI)          | багатошарове        | 415-р від 22.06.99р.                                                                                                  | Виконкому Лобачівської с/р     |
| 27.   | 784             | с. Іванівка, за 1 км на південний схід від водонапірної башти                                        | Поселення (VII)         | епоха бронзи        | 415-р від 22.06.99р.                                                                                                  | Виконкому Лобачівської с/р     |
| 28.   | 957             | с. Колмів, урочище «Замчисько», за 0,5 км на північ від церкви                                       | Городище (І)            | середньовіччя       | 415-р від 22.06.99р.                                                                                                  | Виконкому Лобачівської с/р     |
| 29.   | 958             | с. Колмів, за 0,4 км на північ від церкви                                                            | Поселення (ІІІ)         | багатошарове        | 415-р від 22.06.99р.                                                                                                  | Виконкому Лобачівської с/р     |
| 30.   | 959             | с. Колмів, за 1,25 км на захід від церкви                                                            | Поселення (IV)          | багатошарове        | 415-р від 22.06.99р.                                                                                                  | Виконкому Лобачівської с/р     |
| 31.   | 960             | с. Колмів, за 1 км на північний схід від повороту на Колмів від дороги Горохів — Берестечко          | Поселення (V)           | багатошарове        | 415-р від 22.06.99р.                                                                                                  | Виконкому Лобачівської с/р     |
| 32.   | 961             | с. Колмів, за 1 км на схід від церкви                                                                | Поселення (VI)          | багатошарове        | 415-р від 22.06.99р.                                                                                                  | Виконкому Лобачівської с/р     |
| 33.   | 964             | с. Красів, на березі р. Утятин, на західній околиці села                                             | Поселення (VII)         | багатошарове        | 415-р від 22.06.99р.                                                                                                  | Виконкому Звиняченської с/р    |
| 34.   | 996             | с. Кумовище, на березі р. Липа, на західній околиці села                                             | Поселення (ІІІ)         | багатошарове        | 415-р від 22.06.99р.                                                                                                  | Виконкому Звиняченської с/р    |
| 35.   | 984             | с. Марковичі, урочище «Замогилля», південно-західна околиця села                                     | Курган (І)              | невизначеного часу  | 415-р від 22.06.99р.                                                                                                  | Виконкому Скобелківської с/р   |
| 36.   | 985             | с. Марковичі, урочище «Безодня», північно-західна околиця села                                       | Поселення (ІІ)          | багатошарове        | 415-р від 22.06.99р.                                                                                                  | Виконкому Скобелківської с/р   |
| 37.   | 983             | с. Мирків, на березі р. Млинівка, за 1,5 км на захід від церкви                                      | Поселення (IV)          | багатошарове        | 415-р від 22.06.99р.                                                                                                  | Виконкому Мирківської с/р      |
| 38.   | 997             | с. Мислині, за 2 км на північний захід від церкви                                                    | Курган (І)              | невизначеного часу  | 415-р від 22.06.99р.                                                                                                  | Виконкому Новосілківської с/р  |
| 39.   | 994             | с. Новостав, на західній околиці села, за 1,5 км на захід від церкви                                 | Поселення (І)           | багатошарове        | 415-р від 22.06.99р.                                                                                                  | Виконкому Смолявської с/р      |
| 40.   | 970             | с. Ощів, на березі р. Утятин, за 1 км на південний схід від церкви                                   | Поселення (І)           | епоха бронзи        | 415-р від 22.06.99р.                                                                                                  | Виконкому Вільхівської с/р     |
| 41.   | 971             | с. Ощів, на березі р. Утятин, за 0,8 км на південь від церкви                                        | Поселення (ІІ)          | багатошарове        | 415-р від 22.06.99р.                                                                                                  | Виконкому Вільхівської с/р     |
| 42.   | 972             | с. Ощів, на березі р. Утятин, на південно-західній околиці                                           | Поселення (ІІІ)         | багатошарове        | 415-р від 22.06.99р                                                                                                   | Виконкому Вільхівської с/р     |
| 43.   | 973             | с. Ощів, за 0,8 км на захід від церкви                                                               | Поселення (V)           | багатошарове        | 415-р від 22.06.99р.                                                                                                  | Виконкому Вільхівської с/р     |
| 44.   | 974             | с. Ощів, урочище «До Фоїни»                                                                          | Городище (VIII)         | невизначений час    | 415-р від 22.06.99р.                                                                                                  | Виконкому Вільхівської с/р     |
| 45.   | 53              | с. Перемиль                                                                                          | Городище «Замчище»      | ХІ-ХІІІ ст.         | постанова КМУ № 1761від 27.12.01р.                                                                                    | Виконкому Перемильської с/р    |
| 46.   | 981             | с. Пірванче                                                                                          | Поселення (ІІІ)         | багатошарове        | 415-р від 22.06.99р.                                                                                                  | Виконкому Мирківської с/р      |
| 47.   | 982             | с. Пірванче                                                                                          | Поселення (VI)          | багатошарове        | 415-р від 22.06.99р.                                                                                                  | Виконкому Мирківської с/р      |
| 48.   | 978             | с. Скобелка, урочище «Вербовець», на полі між с. Скобелка і с. Озерці                                | Курганна група          | багатошарова        | 415-р від 22.06.99р.                                                                                                  | Виконкому Скобелківської с/р   |
| 49.   | 979             | с. Скобелка на березі р. Млинівка, на східній околиці села                                           | Майстерня (IV)          | епоха бронзи        | 415-р від 22.06.99р.                                                                                                  | Виконкому Скобелківської с/р   |
| 50.   | 980             | с. Скобелка, за 0,15 км на південний схід від попередньої пам'ятки                                   | Поселення (V)           | епоха бронзи        | 415-р від 22.06.99р.                                                                                                  | Виконкому Скобелківської с/р   |
| 51.   | 975             | с. Терешківці, за 0,9 км на південний схід від села                                                  | Поселення (І)           | епоха бронзи        | 415-р від 22.06.99р.                                                                                                  | Виконкому Вільхівської с/р     |
| 52.   | 962             | с. Хмельницьке, на території сільського кладовища                                                    | Курган (І)              | невизначеного часу  | 415-р від 22.06.99р.                                                                                                  | Виконкому Галичанської с/р     |
| 53.   | 963             | с. Хмельницьке, на південний захід від повороту на Колмів з дороги Горохів — Берестечко              | Поселення (ІІ)          | багатошарове        | 415-р від 22.06.99р.                                                                                                  | Виконкому Галичанської с/р     |
| 54.   | 976             | с. Холонів, урочище «Галичанський ліс», за 1 км на південний захід від церкви                        | Поселення (І)           | багатошарове        | 415-р від 22.06.99р.                                                                                                  | Виконкому Холонівської с/р     |
| 55.   | 977             | с. Холонів, на березі р. Млинівка, за 0,5 км від попередньої пам'ятки                                | Поселення (ІІ)          | багатошарове        | 415-р від 22.06.99р.                                                                                                  | Виконкому Холонівської с/р     |

## Іваничівський район
| № п/п | Охоронний номер | Місцезнаходження пам'ятника, його адреса                      | Найменування пам'ятника | Датування    | Дата і № рішення облвиконкому (адміністрації), постанови Кабінету Міністрів України про взяття пам'ятника під охорону | На чиєму утриманні знаходиться |
| ----- | --------------- | ------------------------------------------------------------- | ----------------------- | ------------ | --- | ------------------------------ |
| 1.    |                 | с. Заставне                                                   | Городище                | ХІ-ХІІІст.   | постанова КМУ № 1761від 27.12.01р.                                                                                    | Виконкому Заболотцівської с/р  |
| 2.    | 84              | с. Лежниця                                                    | Городище                | ХІ-ХІІІст.   | постанова КМУ № 1761від 27.12.01р.                                                                                    | Виконкому Поромівської с/р     |
| 3.    | 86              | с. Литовеж                                                    | Городище «Замок»        | ХІ-ХІІІст.   | 360-р від 04.08.69 р.                                                                                                 | Виконкому Литовезької с/р      |
| 4.    | 85              | с. Литовеж                                                    | Городище «Гірка»        | ХІ-ХІІІст.   | 360-р від 04.08.69 р.                                                                                                 | Виконкому Литовезької с/р      |
| 5.    | 1001            | с. Милятин, за 0,2 км на північний захід від колгоспного саду | Поселення (ІІ)          | багатошарове | 415-р від 22.06.99р.                                                                                                  | Виконкому Милятинської с/р     |
| 6.    | 1002            | с. Милятин, за 0,1 км на південь від попередньої пам'ятки     | Поселення (ІІІ)         | багатошарове | 415-р від 22.06.99р.                                                                                                  | Виконкому Милятинської с/р     |
| 7.    | 1003            | с. Милятин, за 0,35 км на південь від східної околиці села    | Поселення (V)           | багатошарове | 415-р від 22.06.99 р.                                                                                                 | Виконкому Милятинської с/р     |
| 8.    | 1004            | с. Милятин, за 0,3 км на південь від церкви                   | Поселення (VIII)        | багатошарове | 415-р від 22.06.99р.                                                                                                  | Виконкому Милятинської с/р     |

## Камінь-Каширський район
| № п/п | Охоронний номер | Місцезнаходження пам'ятника, його адреса                      | Найменування пам'ятника | Датування          | Дата і № рішення облвиконкому (адміністрації), постанови Кабінету Міністрів України про взяття пам'ятника під охорону | На чиєму утриманні знаходиться  |
| ----- | --------------- | ------------------------------------------------------------- | ----------------------- | ------------------ | --- | ------------------------------- |
| 1.    | 821.            | м. Камінь-Каширський                                          | Городище                | ХІІ-ХІІІст.        | 360-р від 04.08.69р.                                                                                                  | Виконкому Камінь-Каширської м/р |
| 2.    | 822             | м. Камінь-Каширський                                          | Городище                | невизначеного часу | 360-р від 04.08.69р.                                                                                                  | Виконкому Камінь-Каширської м/р |
| 3.    | 1012            | с. Боровне, південно-східна частина села                      | Поселення (ІІ)          | багатошарове       | 415-р від 22.06.99р.                                                                                                  | Виконкому Боровненської с/р     |
| 4.    | 1006            | с. Великий Обзир, південна околиця села                       | Поселення (ІІІ)         | багатошарове       | 415-р від 22.06.99р.                                                                                                  | Виконкому Великообзирської с/р  |
| 5.    | 1007            | с. Великий Обзир, східна околиця села                         | Поселення (IV)          | середньовіччя      | 415-р від 22.06.99р.                                                                                                  | Виконкому Великообзирської с/р  |
| 6.    | 1008            | с. Великий Обзир, на схід від центру села                     | Поселення (V)           | середньовіччя      | 415-р від 22.06.99р.                                                                                                  | Виконкому Великообзирської с/р  |
| 7.    | 1009            | с. Великий Обзир, на березі р. Стохід, у східній частині села | Поселення (VI)          | багатошарове       | 415-р від 22.06.99р.                                                                                                  | Виконкому Великообзирської с/р  |
| 8.    | 1010            | с. Великий Обзир, на північно-східній. околиці села           | Поселення (VIII)        | багатошарове       | 415-р від 22.06.99р.                                                                                                  | Виконкому Великообзирської с/р  |
| 9.    | 1011            | с. Великий Обзир, за 3,3 км на північний схід від села        | Курганна група          | невизначеного часу | 415-р від 22.06.99р.                                                                                                  | Виконкому Великообзирської с/р  |
| 10.   | 1013            | с. Великий Обзир, на східній околиці села                     | Поселення (VII)         | багатошарове       | 415-р від 22.06.99р.                                                                                                  | Виконкому Великообзирської с/р  |
| 11.   | 1005            | с. Стобихва, за 0,2 км на північний схід від села             | Поселення (І)           | середньовіччя      | 415-р від 22.06.99р.                                                                                                  | Виконкому Великообзирської с/р  |

## Ківерцівський район
| № п/п | Охоронний номер | Місцезнаходження пам'ятника, його адреса                                         | Найменування пам'ятника | Датування          | Дата і № рішення облвиконкому (адміністрації), постанови Кабінету Міністрів України про взяття пам'ятника під охорону | На чиєму утриманні знаходиться |
| ----- | --------------- | -------------------------------------------------------------------------------- | ----------------------- | ------------------ | --- | ------------------------------ |
| 1.    | 1021            | с. Веснянка, за 0,4 км на пн.-сх. від сх. околиці села                           | Поселення (І)           | рання залізна доба | 415-р від 22.06.99р.                                                                                                  | Виконкому Звірівської с/р      |
| 2.    | 133             | с. Городище                                                                      | Городище                | ХІ-ХІІІ ст.        | 360-р від 08.04.69р.                                                                                                  | Виконкому Сильненської с/р     |
| 3.    | 823             | с. Звірів (залізнична станція Арматнів)                                          | Городище                | ХІ-ХІІІ ст.        | 103-р від 25.04.88р.                                                                                                  | Виконкому Звірівської с/р      |
| 4.    | 1019            | с. Звірів, хутір Арматнів, за 0,2 км на південний захід від городища             | Поселення (ІІ)          | ХІ-ХІІІ ст.        | 415-р від 22.06.99р.                                                                                                  | Виконкому Звірівської с/р      |
| 5.    | 1023            | с. Конопелька, у межах села, на лівому березі р. Конопелька                      | Поселення (ІІ)          | багатошарове       | 415-р від 22.06.99р.                                                                                                  | Виконкому Сокиричівської с/р   |
| 6.    | 433             | с. Одеради                                                                       | Городище                | ХІ-ХІІІ ст.        | 360-р від 04.08.69р.                                                                                                  | Виконкому Покащівської с/р     |
| 7.    | 1020            | с. Олександрія, за 2 км на захід від південної околиці села                      | Поселення (ІІ)          | багатошарове       | 415-р від 22.06.99р.                                                                                                  | Виконкому Звірівської с/р      |
| 8.    | 1016            | с. Пальче, за 0,4 км на захід від південної околиці села                         | Поселення (ІІІ)         | рання залізна доба | 415-р від 22.06.99р.                                                                                                  | Виконкому Хорлупівської с/р    |
| 9.    | 1017            | с. Пальче, за 0,2 км від мосту через р. Конопелька                               | Поселення (V)           | багатошарове       | 415-р від 22.06.99р.                                                                                                  | Виконкому Хорлупівської с/р    |
| 10.   | 1015            | с. Пальче, за 0,7 км на південь від мосту через р. Конопелька                    | Поселення (І)           | рання залізна доба | 415-р від 22.06.99р.                                                                                                  | Виконкому Хорлупівської с/р    |
| 11.   | 1018            | с. Пальче, на березі р. Конопелька, за 0,6 км на північ від попередньої пам'ятки | Поселення (VII)         | багатошарове       | 415-р від 22.06.99р.                                                                                                  | Виконкому Хорлупівської с/р    |
| 12.   | 1014            | с. Хорлупи, за 1,7 км на північ від сільського кладовища                         | Поселення (І)           | багатошарове       | 415-р від 22.06.99р.                                                                                                  | Виконкому Хорлупівської с/р    |
| 13.   | 824             | с. Човниця                                                                       | Городище                | ХІ ст.             | 88-р від 09.04.90р.                                                                                                   | Виконкому Озерської с/р        |
| 14.   | 1022            | с. Човниця, за 0,2 км на зх. від села                                            | Поселення (ІІІ)         | багатошарове       | 415-р від 22.06.99р.                                                                                                  | Виконкому Озерської с/р        |

## Ковельський район
| № п/п | Охоронний номер | Місцезнаходження пам'ятника, його адреса | Найменування пам'ятника | Датування    | Дата і № рішення облвиконкому (адміністрації), постанови Кабінету Міністрів України про взяття пам'ятника під охорону | На чиєму утриманні знаходиться  |
| ----- | --------------- | ---------------------------------------- | ----------------------- | ------------ | --- | ------------------------------- |
| 1.    | 899             | с. Кривлин                               | Городище                | XIV-XVII ст. | 265-р від 24.12.91р.                                                                                                  | Виконкому Мельницької с/р       |
| 2.    | 435             | с. Мельниця                              | Городище                | Х-ХІІІ ст.   | 360-р від 04.08.69р.                                                                                                  | Виконкому Мельницької с/р       |
| 3.    | 900             | с. Нові Кошари                           | Городище                | XII-XIV ст.  | 265-р від 24.12.91р.                                                                                                  | Виконкому Старокошарівської с/р |
| 4.    | 901             | с. Радошин                               | Курган                  | Х-ХІІІ ст.   | 265-р від 24.12.91р.                                                                                                  | Виконкому Радошинської с/р      |

## Локачинський район
| № п/п | Охоронний номер | Місцезнаходження пам'ятника, його адреса | Найменування пам'ятника             | Датування          | Дата і № рішення облвиконкому (адміністрації), постанови Кабінету Міністрів України про взяття пам'ятника під охорону | На чиєму утриманні знаходиться |
| ----- | --------------- | ---------------------------------------- | ----------------------------------- | ------------------ | --- | ------------------------------ |
| 1.    | 829             | смт. Локачі                              | Городище (дитинець і окольне місто) | ХІ- ХІІ ст.        | постанова КМУ № 1761від 27.12.01р.                                                                                    | Виконкому Локачинської сел/р   |
| 2.    | 149             | с. Затурці                               | Городище                            | ХІ-ХІІІст.         | постанова КМУ № 1761від 27.12.01р.                                                                                    | Виконкому Затурцівської с/р    |
| 3.    | 834             | с. Привітне                              | Курган                              | невизначеного часу | 88-р від 09.04.90р.                                                                                                   | Виконкому Привітненської с/р   |

## Луцький район
| № п/п | Охоронний номер | Місцезнаходження пам'ятника, його адреса | Найменування пам'ятника | Датування  | Дата і № рішення облвиконкому (адміністрації), постанови Кабінету Міністрів України про взяття пам'ятника під охорону | На чиєму утриманні знаходиться |
| ----- | --------------- | ---------------------------------------- | ----------------------- | ---------- | --- | ------------------------------ |
| 1.    | 431             | с. Білосток                              | Городище                | ХІ-ХІІІст. | 360-р від 04.08.69р.                                                                                                  | Виконкому Садівської с/р       |
| 2.    | 158             | с. Горзвин                               | Городище                | ХІ-ХІІІст. | постанова КМУ № 1761від 27.12.01р.                                                                                    | Виконкому Садівської с/р       |
| 3.    | 853             | с. Городище (?)                          | Городище                | ХІ-ХІІІст. | 88-р від 09.04.90р.                                                                                                   | Виконкому Чаруківської с/р     |
| 4.    | 432             | с. Коршів                                | Городище                | ХІ-ХІІІст. | постанова КМУ № 1761від 27.12.01р.                                                                                    | Виконкому Одерадівської с/р    |
| 5.    | 159             | смт. Торчин                              | Городище                | ХІ-ХІІІст. | 360-р від 04.08.69р.                                                                                                  | Виконкому Торчинської сел/р    |
| 6.    | 160             | с. Усичі                                 | Городище                | ХІ-ХІІІст. | постанова КМУ № 1761від 27.12.01р.                                                                                    | Виконкому Буянівської с/р      |
| 7.    | 430             | с. Шепель                                | Городище                |            | постанова КМУ № 1761від 27.12.01р.                                                                                    | Виконкому Шепельської с/р      |
|       |                 |                                          |                         |            | |                                |

## Любешівський район
| № п/п | Охоронний номер | Місцезнаходження пам'ятника, його адреса | Найменування пам'ятника | Датування                                   | Дата і № рішення облвиконкому (адміністрації), постанови Кабінету Міністрів України про взяття пам'ятника під охорону | На чиєму утриманні знаходиться |
| ----- | --------------- | ---------------------------------------- | ----------------------- | ------------------------------------------- | --- | ------------------------------ |
| 1.    | 170             | с. Ветли                                 | Городище                | ХІ-ХІІІст.                                  | постанова КМУ № 1761від 27.12.01р.                                                                                    | Виконкому Ветлівської с/р      |
| 2.    | 171             | с. Люб'язь                               | Поселення кам'яної доби | XII-VIII тис. до н. е. — V–IV тис. до н. е. | 360-р від 04.08.69р.                                                                                                  | Виконкому Люб'язької с/р       |

## Любомльський район
| № п/п | Охоронний номер | Місцезнаходження пам'ятника, його адреса   | Найменування пам'ятника | Датування          | Дата і № рішення облвиконкому (адміністрації), постанови Кабінету Міністрів України про взяття пам'ятника під охорону | На чиєму утриманні знаходиться |
| ----- | --------------- | ------------------------------------------ | ----------------------- | ------------------ | --- | ------------------------------ |
| 1.    | 183             | м. Любомль                                 | Городище «Замчище»      | ХІ-ХІІст.          | 360-р від 04.08.69р.                                                                                                  | Виконкому Любомльської м/р     |
| 2.    | 799             | м. Любомль                                 | Городище                | Х ст.              | 103-р від 25.04.88р.                                                                                                  | Виконкому Любомльської м/р     |
| 3.    | 181             | смт. Головне                               | Могильник Головне-І     | IV ст. до н. е.    | 360-р від 04.08.69р.                                                                                                  | Виконкому Головненської сел/р  |
| 4.    | 180             | смт. Головне                               | Могильник Головне-ІІ    | IV ст. до н. е.    | 360-р від 04.08.69р.                                                                                                  | Виконкому Головненської сел/р  |
| 5.    | 800             | с. Гуща                                    | Городище                | Х-ХІ ст.           | постанова КМУ № 1761від 27.12.01р.                                                                                    | Виконкому Гущанської с/р       |
| 6.    | 801             | с. Лисняки                                 | Могильник курганний     | Невизначеного часу | 103-р від 25.04.88р.                                                                                                  | Виконкому Запільської с/р      |
| 7.    | 1024            | с. Новоугрузьке, ур. «Церковиця» і «Стовп» | Городище                | ХІІ-ХІІІ ст.       | 415-р від 22.06.99р.                                                                                                  | Виконкому Забузької с/р        |

## Маневицький район
| № п/п | Охоронний номер | Місцезнаходження пам'ятника, його адреса                           | Найменування пам'ятника | Датування    | Дата і № рішення облвиконкому (адміністрації), постанови Кабінету Міністрів України про взяття пам'ятника під охорону | На чиєму утриманні знаходиться   |
| ----- | --------------- | ------------------------------------------------------------------ | ----------------------- | ------------ | --- | -------------------------------- |
| 1.    | 1042            | с. Гораймівка, ур. «Селища», за 1,5 км на північний захід від села | Поселення               | ХІІ-ХІІІ ст. | 415-р від 22.06.99р.                                                                                                  | Виконкому Гораймівської с/р      |
| 2.    | 218             | с. Городок                                                         | Городище                | ХІ-ХІІІ ст.  | 360-р від 04.08.69р.                                                                                                  | Виконкому Прилісненської с/р     |
| 3.    | 1039            | смт. Колки, урочище «Романів», за 1 км на схід від селища          | Городище                | ХІ ст.       | 415-р від 22.06.99р.                                                                                                  | Виконкому Колківської сел/р      |
| 4.    | 1037            | с. Комарове, за 1,5 км на північ від села                          | Поселення               | ХІІ-ХІІІ ст. | 415-р від 22.06.99р.                                                                                                  | Виконкому Комарівської с/р       |
| 5.    | 1040            | с. Комарове, за 1,5 км на захід від села                           | Поселення               | ХІ-ХІІ ст.   | 415-р від 22.06.99р.                                                                                                  | Виконкому Комарівської с/р       |
| 6.    | 1041            | с. Копилля, у центрі села                                          | Поселення               | ХІІ-ХІІІ ст. | 415-р від 22.06.99р.                                                                                                  | Виконкому Копиллівської с/р      |
| 7.    | 1036            | с. Куликовичі, ур. «Загамет», за 2,5 км на південь від села        | Поселення               | багатошарове | 415-р від 22.06.99р.                                                                                                  | Виконкому Куликовичівської с/р   |
| 8.    | 1025            | с. Майдан-Липненський, ур. «Вижар», за 1,5 км на захід від села    | Поселення               | ХІ ст.       | 415-р від 22.06.99р.                                                                                                  | Виконкому Гораймівської с/р      |
| 9.    | 1026            | с. Майдан-Липненський, ур. «Загрудка», за 2 км на південь від села | Поселення               | ХІІ ст.      | 415-р від 22.06.99р.                                                                                                  | Виконкому Гораймівської с/р      |
| 10.   | 1029            | с. Мала Осниця, ур. «Шепель», за 1 км на південь від села          | Стоянка                 | Мезоліт      | 415-р від 22.06.99р.                                                                                                  | Виконкому Великоосницької с/р    |
| 11.   | 1027            | с. Нічогівка, ур. «Вальшища», за 3 км на схід від села             | Поселення               | Епоха бронзи | 415-р від 22.06.99р.                                                                                                  | Виконкому Красновольської с/р    |
| 12.   | 1028            | с. Новосілки, східна околиця села                                  | Поселення               | ХІ-ХІІ ст.   | 415-р від 22.06.99р.                                                                                                  | Виконкому Комарівської с/р       |
| 13.   | 1038            | с. Розничі, ур. «Картиникове», за 2 км на захід від села           | Поселення               | Неоліт       | 415-р від 22.06.99р.                                                                                                  | Виконкому Старосільської с/р     |
| 14.   | 1044            | с. Семки, за 2 км на північний схід від села                       | Поселення               | Залізна доба | 415-р від 22.06.99р.                                                                                                  | Виконкому Старосільської с/р     |
| 15.   | 1031            | с. Семки, ур."Сватина Гора", за 1 км на південь від села           | Городище                | ХІ ст.       | 415-р від 22.06.99р.                                                                                                  | Виконкому Старосільської с/р     |
| 16.   | 1035            | с. Серхів, за 2 км на захід від села                               | Стоянка                 | Мезоліт      | 415-р від 22.06.99р.                                                                                                  | Виконкому Серхівської с/р        |
| 17.   | 1034            | с. Старий Чорторийськ                                              | Городище                | ХІ-ХІІІ ст.  | 415-р від 22.06.99р.                                                                                                  | Виконкому Старочорторийської с/р |
| 18.   | 220             | с. Старий Чорторийськ                                              | Городище «Замок»        | ХІ-ХІІІ ст.  | 360-р від 04.08.69р.                                                                                                  | Виконкому Старочорторийської с/р |
| 19.   | 1033            | с. Старі Підцаревичі                                               | Поселення               | багатошарове | 415-р від 22.06.99р.                                                                                                  | Виконкому Великоведмезької с/р   |
| 20.   | 103             | с. Старосілля, ур. «Острівки», за 2 км на захід від села           | Поселення               | багатошарове | 415-р від 22.06.99р.                                                                                                  | Виконкому Старосільської с/р     |
| 21.   | 219             | с. Старосілля                                                      | Курган «Татарська Гора» | ІХ-ХІ ст.    | 360-р від 04.08.69р.                                                                                                  | Виконкому Старосільської с/р     |
| 22.   | 1030            | с. Четвертня, ур. «Дзедзінок», у заплаві р. Стир                   | Городище                | ХІІ-ХІІІ ст. | 415-р від 22.06.99р.                                                                                                  | Виконкому Четвертнянської с/р    |
| 23.   | 1043            | с. Чорниж, біля школи                                              | Поселення               | ХІІ-ХІІІ ст. | 415-р від 22.06.99р.                                                                                                  | Виконкому Чорнижівської с/р      |

## Ратнівський район
| № п/п | Охоронний номер | Місцезнаходження пам'ятника, його адреса        | Найменування пам'ятника | Датування  | Дата і № рішення облвиконкому (адміністрації), постанови Кабінету Міністрів України про взяття пам'ятника під охорону | На чиєму утриманні знаходиться |
| ----- | --------------- | ----------------------------------------------- | ----------------------- | ---------- | --- | ------------------------------ |
| 1.    | 439             | смт. Ратне, на південно-західній околиці селища | Городище «Замок»        | Х-ХІІІ ст. | 360-р від 04.08.69р.                                                                                                  | Виконкому Ратнівської сел/р    |

## Рожищенський район
| № п/п | Охоронний номер | Місцезнаходження пам'ятника, його адреса                           | Найменування пам'ятника | Датування              | Дата і № рішення облвиконкому (адміністрації), постанови Кабінету Міністрів України про взяття пам'ятника під охорону | На чиєму утриманні знаходиться |
| ----- | --------------- | ------------------------------------------------------------------ | ----------------------- | ---------------------- | --- | ------------------------------ |
| 1.    | 808             | с. Ворончин, ур. Руда, за 1,5 км на північний схід від села        | Поселення               | 1500-1250 рр. до н. е. | 103-р від 25.04.88р.                                                                                                  | Виконкому Береської с/р        |
| 2.    | 440             | с. Любче                                                           | Городище                | ХІ-ХІІІ ст.            | 360-р від 04.08.69р.                                                                                                  | Виконкому Рудко-Козинської с/р |
| 3.    | 806             | с. Навіз, ур. Острівки, східна околиця села                        | Поселення               | ХІ-ХІІІ ст.            | 103-р від 25.04.88р.                                                                                                  | Виконкому Навізької с/р        |
| 4.    | 807             | с. Носачевичі, ур. Агрономське, за 1 км на північний схід від села | Поселення               | багатошарове           | 103-р від 25.04.88р.                                                                                                  | Виконкому Носачевицької с/р    |
| 5.    | 842             | с. Сокіл                                                           | Городище                | ХІ-ХІІІ ст.            | постанова КМУ № 1761від 27.12.01р.                                                                                    | Виконкому Сокільської с/р      |

## Старовижівський район
| № п/п | Охоронний номер | Місцезнаходження пам'ятника, його адреса | Найменування пам'ятника  | Датування          | Дата і № рішення облвиконкому (адміністрації), постанови Кабінету Міністрів України про взяття пам'ятника під охорону | На чиєму утриманні знаходиться |
| ----- | --------------- | ---------------------------------------- | ------------------------ | ------------------ | --- | ------------------------------ |
| 1.    | 934             | с. Смідин                                | Могильник курганний      | невизначеного часу | 265-р від 24.12.91р.                                                                                                  | Виконкому Смідинської с/р      |
| 2.    | 441             | с. Текля                                 | Курган «Шведська могила» | ІХ-ХІ ст.          | 360-р від 04.08.69р.                                                                                                  | Виконкому Глухівської с/р      |
| 3.    | 929             | с. Яревище                               | Городище                 | XII-XIV ст.        | 265-р від 24.12.91р.                                                                                                  | Виконкому Кримненської с/р     |

## Турійський район
| № п/п | Охоронний номер | Місцезнаходження пам'ятника, його адреса     | Найменування пам'ятника | Датування   | Дата і № рішення облвиконкому (адміністрації), постанови Кабінету Міністрів України про взяття пам'ятника під охорону | На чиєму утриманні знаходиться |
| ----- | --------------- | -------------------------------------------- | ----------------------- | ----------- | --- | ------------------------------ |
| 1.    | 810             | с. Новий Двір, північно-західна околиця села | Городище                | ХІ-ХІІІ ст. | постанова КМУ № 1761від 27.12.01р.                                                                                    | Виконкому Новодвірської с/р    |

## місто Володимир-Волинський
| № п/п | Охоронний номер | Місцезнаходження пам'ятника, його адреса | Найменування пам'ятника                               | Датування   | Дата і № рішення облвиконкому (адміністрації), постанови Кабінету Міністрів України про взяття пам'ятника під охорону | На чиєму утриманні знаходиться     |
| ----- | --------------- | ---------------------------------------- | ----------------------------------------------------- | ----------- | --- | ---------------------------------- |
| 1.    | 30              | вул. Зелена                              | Оборонні вали літописного міста Володимира            | ХІ-ХІІ ст.  | 360-р від 04.08.69р.                                                                                                  | Виконкому Володимир-Волинської м/р |
| 2.    | 31              | вул. Соборна                             | Городище «Вали», залишки літописного міста Володимира | ХІ-ХІІІ ст. | постанова КМУ № 1761від 27.12.01р.                                                                                    | ВиконкомуВолодимир-Волинської м/р  |
|       |                 |                                          |                                                       |             | |                                    |

## Джерело
- Пам'ятки Волинської області [Архівовано 9 листопада 2016 у Wayback Machine.]